# روبرتا مارتن
روبرتا مارتن (بالإنجليزية: Roberta Martin)‏ هي ملحنة أمريكية، ولدت في 12 فبراير 1907 في Helena, Arkansas ‏ في الولايات المتحدة، وتوفيت في 18 يناير 1969.

## وصلات خارجية
- روبرتا مارتن على موقع IMDb (الإنجليزية)
- روبرتا مارتن على موقع الموسوعة البريطانية (الإنجليزية)
- روبرتا مارتن على موقع ميوزك برينز (الإنجليزية)
- روبرتا مارتن على موقع أول ميوزيك (الإنجليزية)
- روبرتا مارتن على موقع ديسكوغز (الإنجليزية)